# Lochwiller
Lochwiller é uma comuna francesa na região administrativa de Grande Leste, no departamento Baixo Reno. Estende-se por uma área de 4,61 km². Em 2010 a comuna tinha 412 habitantes (densidade: 89,4 hab./km²).